# Tori Andersonová
Tori Andersonová (* 29. prosinec 1988 Edmonton, Alberta, Kanada), dříve uváděná jako Victoria Andersonová, je kanadská herečka. Nejvíce se proslavila televizní rolí doktorky London Blake v seriálu Open Heart, rolí Královny Titanie v seriálu stanice Nickelodeon The Other Kingdom a rolí Evie v seriálu stanice CW No Tomorrow.

## Život
Narodila se v Edmontontu v Kanadě. Absolvovala na Frances Kelsey Secondary School v Mill Bay. Má titul z Yorské univerzity.

## Kariéra
Před kamerou se objevila poprvé v roce 2003 a to konkrétně v seriálu Zóna soumraku. V roce 2014 byla obsazena do role doktorky London Blake v seriálu Open Heart. PR odbornici Drew si zahrála v internetovém seriálu MsLabelled. V roce 2016 hrála vedlejší roli v seriálu stanice Nickelodeon The Other Kingdom, kde hrála Královnu víl Titanii, matku hlavní postavy.
Andersonová byla obsazena do role Evie v seriálu stanice The CW No Tomorrow, který měl premiéru v říjnu 2016. V roce 2017 začala hrát vedlejší roli v seriálu Mrtvý bod.

## Filmografie
| Rok       | Název                       | Role                         | Poznámky                            |
| --------- | --------------------------- | ---------------------------- | ----------------------------------- |
| 2003      | Zóna soumraku               | Teen                         | díl: „Developing“                   |
| 2003      | Volání mrtvých              | patnáctiletá Meredith Davies | díl: „Pilot“                        |
| 2004      | Cable Beach                 | Benovo mladá matka           | TV film                             |
| 2004      | Smallville                  | Rebecca                      | díl: „Truth“                        |
| 2006      | Křeslo mořské panny         | Dee Sullivan                 | TV film                             |
| 2006      | Krutá vášeň                 | Erica                        | TV film                             |
| 2007      | 4400                        | Amber                        | díl: „The Wrath of Graham“          |
| 2010      | Rota                        | Jenny                        | díl: „Unpleasantville“              |
| 2012      | Letecké katastrofy          | Lee Brumiester               | díl: „Nowhere to Land“              |
| 2012      | Případy detektiva Murdocha  | Lucille Messing              | 2 díly                              |
| 2012      | Policejní bažanti           | Liz Adams                    | díl: „Holka na zavolání“            |
| 2012      | Adresa L.A.                 | Charlotte                    | vedlejší role, 6 dílů               |
| 2012      | Flashpoint                  | Liz Adams                    | díl: „Keep the Peace: Part 1“       |
| 2013      | Blink                       | Rachel                       | neprodaný pilotní díl               |
| 2014      | Skladiště 13                | princezna                    | díl: „A Faire to Remember“          |
| 2014      | Killing Daddy               | Laura Ross                   | TV film                             |
| 2015      | Království                  | Lady Atley                   | díl: „Únik“                         |
| 2015      | Poručík Backstorm           | Alyson Cox                   | díl: „Dragon Slayer“                |
| 2015      | Open Heart                  | Dr. London Blake             | Hlavní role, 12 dílů                |
| 2015      | MsLabelled                  | Drew                         | Internetový seriál, 19 dílů         |
| 2016      | The Other Kingdom           | královna Titania             | Vedlejší role, 10 dílů              |
| 2016      | Killjoys: Vesmírní lovci    | Sabine                       | 4 díly                              |
| 2016      | No Tomorrow                 | Evie                         | Hlavní role, 13 dílů                |
| 2017–2018 | Mrtvý bod                   | Blake Crawford               | vedlejší role (3.–4. řada), 12 dílů |
| 2017      | Downward Dog                | strážník Worker              | díl: „Boundaries“                   |
| 2018      | Caught                      | Ada                          | hlavní role, 5 dílů                 |
| 2018      | Return to Christmas Creek   | Amelia Hayes                 | TV film                             |
| 2019      | Výkupné                     | Sasha Levant                 | díl: „Indiscretion“                 |
| 2019      | Love Under the Olive Tree   | Nicole Cabella               | TV film (Hallmark)                  |
| 2020      | Spotlight on Christmas      | Olivia O'Hara                | TV film                             |
| 2021      | You May Kiss the Bridesmaid | Scarlett Bailey              | TV film                             |
| 2021      | A Chance For Christmas      | Christina A. Chance          | TV film                             |
| 2021      | NCIS: Hawai'i               | Důstojník DIA Kate Whistler  | hlavní role                         |